# Mesembrius pilipes
Mesembrius pilipes är en tvåvingeart som först beskrevs av Carl Ludwig Doleschall 1857.  Mesembrius pilipes ingår i släktet Mesembrius och familjen blomflugor. Inga underarter finns listade i Catalogue of Life.